# ديفيد أرمور
ديفيد أرمور (بالإنجليزية: David Armour)‏ هو لاعب كرة قدم أسترالية أسترالي، ولد في 23 يوليو 1954.

## وصلات خارجية
- ديفيد أرمور على موقع AustralianFootball.com (الإنجليزية)
- ديفيد أرمور على موقع AFLtables.com (الإنجليزية)